# Ли Цзиньюй (шорт-трекистка)
Ли Цзиньюй (кит. трад. 李 靳 宇, англ. Li Jinyu род. 30 января 2001 года в г.Харбин, провинция Хэйлунцзян, Китай) — китайская шорт-трекистка. Серебряный призёр зимних Олимпийских игр 2018 года. Бронзовый призёр в абсолютном зачёте чемпионата мира 2018 года.

## Спортивная карьера
Ли Цзиньюй с юных лет любила кататься на коньках, а возрасте 6-ти лет из-за слабого здоровья занялась шорт-треком. Её тренер Чжао Шуци, оказался тренером по шорт-треку команды городского округа Хэйхэ провинции Хэйлунцзян, и тренировал ее с 7 лет. В 2012 году в автономном районе Внутренняя Монголия была создана новая команда и Чжао Шуци, которому было более 50 лет, решил открыть новую конькобежную школу. Ли Цзиньюй последовала за ним. Ли Цзинью и тренер Чжао Шуци тренировались на ледовом катке в Харбине до 2014 года. Только в августе 2014 года они переехали в Циндао для тренировок, которые они улучшили.
На 13-х Национальных зимних играх в январе 2016 года, в соответствии с правилами соревнований, Ли Цзиньюй могла участвовать только во взрослых соревнованиях без возрастных ограничений. В итоге она превзошла юниорский мировой рекорд на дистанции 1500 м и завоевала серебряную медаль. В конце января дебютировала на международном уровне на юниорском чемпионате мира в Софии и сразу выиграла золото в эстафете, а также заняла 12-е место в многоборье. В следующем году юниорском чемпионате мира в Инсбруке она вновь была первой в эстафете и взяла серебро на 1500 метров.
21 января 2018 года на национальном чемпионате по шорт-треку Ли Цзиньюй заняла третье место в финале на 1500 метров и второе место в финале на 1000 метров. Она выиграла золотую медаль в эстафете. 17 февраля, Ли неожиданно для всех выиграла серебро зимних Олимпийских игр в Пхёнчхане.. Кроме того она стала 9-й на дистанции 1000 метров. 20 февраля в женской эстафете китайская команда пересекла финишную черту на втором месте, но в итоге была дисквалифицирована за фол. В марте на чемпионате мира в Монреале Ли стала третьей на 1000 метров, заняла 2-е место в суперфинале и выиграла в многоборье бронзу.
На юниорском чемпионате мира 2019 года в Монреале стала второй на 1500 метров и выиграла золотую медаль на 1000 метров. 17 марта на национальном чемпионате по шорт-треку она выиграла чемпионат на дистанциях 1500 и в эстафете. В январе 2020 года участвовала на чемпионате четырёх континентов в Монреале, где заняла общее 7-е место. В марте из-за пандемии коронавируса все соревнования были отменены. 28 декабря 2020 года на национальном чемпионате Ли Цзиньюй заняла 2-е место на дистанции 1500 метров.
В январе 2021 года на Национальном чемпионате заняла 3-е место в беге на 1500 м и 2-е место в эстафете.

## Награды
- 2018 год - названа Элитной спортсменкой международного класса